# Pelle Tamleht
Pelle Tamleht, född den 18 mars 1981, är en svensk journalist.
Tamleht började arbeta på Nöjesguiden 2008 som krogredaktör och har sedan haft flera olika positioner på tidningen. Mellan 2018 och 2024 var han chefredaktör för tidningen. Utöver chefredaktör var han även publisher för Nöjesguiden media där bland annat Djungeltrumman, Kingsize, Totally Stockholm och Totally Göteborg ingår. Efter att han lämnat Nöjesguiden 2024 blev han marknadschef på Norrsken Foundation.
Tamleht skrev den uppmärksammade bloggen Riktig Kille som byggde på en påhittad karaktär som sade sig vara utsatt för en stalker. Bloggen resulterade sedan i en bok. Han har även arbetat som spelutvecklare och digital kreatör. Han var under 2000-talet även sångare i det svenska rockbandet The Sunshine som bland annat haft med låtar i amerikanska tv-serier som CSI Miami och Grey's Anatomy.